# 金元碩 (編劇)
金元碩（韓語：김원석，1977年9月7日—），韓國電視劇編劇。

## 作品

### 電視劇
- 2009年：MBC《朋友，我們的傳說》
- 2013年：MBC《女王的教室》
- 2016年：KBS《太陽的後裔》
- 2017年：JTBC《Man to Man》
- 2023年：SBS  《法錢》

### 導演作品
- 2009年：MBC《朋友，我們的傳說》

## 外部連結
- NAVER搜索 （页面存档备份，存于）